# Pınarhisar
Pınarhisar (bulgarisch Бунархисар/Bunarhisar) ist eine Kreisstadt und ein Landkreis in der türkischen Provinz Kırklareli in Ostthrakien. Pınarhisar liegt zentral in der Provinz, etwa 28 km südöstlich von der Provinzhauptstadt. Die Stadt hat einen kleinen Flughafen und liegt an den Fernstraßen D 020 und D 565. Laut Stadtsiegel erhielt Pınarhisar 1909 den Status einer Gemeinde (Belediye).

## Geographie
Der Landkreis wurde durch das Gesetz Nr. 6068 am 1. März 1953 aus dem südöstlichen Teil des zentralen Landkreises (Merkez İlçe) Kırklareli ausgegliedert. Der Bucak Pınarhisar umfasste zur Volkszählung 1950 in 16 Ortschaften (Mevkiler) 18.002 Einwohner, davon 4065 im namensgebenden Verwaltungszentrum (türk. Bucağı Merkez). Zur ersten Volkszählung nach der Eigenständigkeit (1955) hatte der neue Kreis 20.111 Einwohner, davon 5882 in der Kreisstadt.
Pınarhisar grenzt im Westen an den zentralen Landkreis, im Norden an den Kreis Demirköy, im Osten an den Kreis Vize und im Süden an den Kreis Lüleburgaz. Die Bevölkerungsdichte (34,4) liegt unter dem Provinzdurchschnitt von 56 Einw. je km². Neben der Kreisstadt (die fünftgrößte Stadt der Provinz) existiert mit Kaynarca (2064 Einw.) noch eine weitere Belediye (Gemeinde). Zudem gibt es noch 14 Dörfer (Köy) mit durchschnittlich 369 Bewohnern. Die Palette der Einwohnerzahlen reicht von 734 (Cevizköy) bis 63 (Akören), fünf Dörfer haben mehr als 500 Einwohner.

## Geschichte
Pinarhisar war bis zum Zweiten Balkankrieg 1913 eine bulgarisch geprägte Kleinstadt, als die bulgarische Bevölkerung im Zuge der Rückeroberung Ostthrakiens von den Türken vertrieben wurde (→ Thrakische Bulgaren). 150 vertriebene Familien ließen sich im heutigen Achtopol, 100 in Ajtos, 57 in Banewo, 23 in Wesselie und anderen Orten in Bulgarien nieder.

## Söhne und Töchter der Stadt
- Mehmet Leblebi (1908–1972), türkischer Fußballspieler, -funktionär und Sprinter